# Islamska država
Islamska država Iraka in Levanta (angleške kratice: IS, ISIS ali ISIL) je džihadistična vojaška skupina v Iraku in Siriji, ki želi ustvariti islamsko državo (kalifat), v katerem bi vladalo šeriatsko pravo in vahabistična verzija islama. Skupina je razglasila versko avtoriteto nad vsemi muslimani sveta, v svoj kalifat pa hočejo vključiti Sirijo, Jordanijo, Izrael, Palestino, Libanon, Ciper in del južne Turčije.
Prvi zametki ISIS so nastali leta 1999, ko je Abu Musab al-Zarqawi pod organizacijo Jama'at al-Tawhid wal-Jihad, ki je leta 2004 postala Al Kaida v Iraku (AQI). Skupina se je borila proti ameriški okupaciji, januarja 2006 pa je skupaj s sunitskimi uporniškimi skupinami ustanovila odbor mudžahidov. Ta je oktobra istega leta postala Islamska država Irak (ISI), ki se je razširila v večje število iraških mest. Leta 2008 so se jim uprli sunitski Iračani in druge uporniške skupine, zato je ISI do aprila 2013 relativno mirovala. Takrat so svoje ime spremenili v Islamsko državo Iraka in Levanta (ISIL), na čelo organizacije pa je stopil Abu Bakr al-Baghdadi. V Iraku je dobil močno podporo s strani sunitov, saj jih je po njihovem mnenju nova iraška vlada diskriminirala. Ko se je ISIL priključil sirski državljanski vojni, se je njihova prisotnost okrepila v mnogih mestih, junija 2014 pa so imeli vsaj 4.000 bojevnikov. Napadali so vladne in vojaške tarče in ubili na tisoče ljudi. Avgusta 2014 je Sirski observatorij za človekove pravice ugotovil, da je v Siriji do 50 tisoč, v Iraku pa okrog 30 tisoč bojevnikov. CIA je, po drugi strani, septembra 2014 ocenila, da je v obeh državah največ 31.500 bojevnikov.
ISIL je imela tesne vezi z Al Kaido dokler ni po osmih mesecih notranjih bojev februarja 2014 Al Kaida prekinila vse vezi z organizacijo, češ, da so pretirano brutalni in neobvladljivi. ISIL je 29. junija 2014 razglasila kalifat, Abu Bakr al-Baghdadi pa je bil imenovan za kalifa. Skupina se je preimenovala v Islamsko državo.

### Kot Jama'at al-Tawhid wal-Jihad, Al Kaida v Iraku (1999-2006)
Po ameriški invaziji na Irak leta 2003 se je jordanski salafistični džihadist Abu Musab al-Zarqawi in njegova islamistična skupina JTJ organizirala v uporniško skupino v Iraku. Napadali so tako koalicijske sile kot tudi civiliste. Leta 2006 so se združili z drugimi iraškimi uporniki v skupino MSC, kar pa po mnenju strokovnjakov ni bilo nič več kot PR, s katerim so se hoteli umakniti od Al Kaide. 13. oktobra 2006 je MSC razglasil ustanovitev Islamske države Irak (ISI), Abu Omar al-Bahgdadi pa je postal emir.

### Kot Islamska država Irak (2006-2013)
Ameriške obveščevalne agencije so na začetku leta 2007 opozarjale, da ISI namerava prevzeti oblast v osrednjem in zahodnem delu Iraka in ga spremeniti v sunitsko islamsko državo. A ker so člani ISI napadali iraško prebivalstvo, so kmalu izgubili podporo, mnogi sunitski bojevniki pa so prestopili na ameriško stran. Proti koncu leta so Američani pobili večje število pomembnejših članov ISI.
Konec leta 2009 so ZDA opozorile, da se je ISI občutno spremenila, saj se ji je v zadnjih dveh letih pridružilo ogromno Iračanov. 18. aprila 2010 so Američani ubili glavna dva voditelja ISI, al-Masrija in al-Baghdadija. Junija 2010 naj bi bilo ubitih že 80% glavnih članov ISI. Maja 2010 je novi vodja postal Abu Bakr al-Baghdadi, ki je v organizacijo privabil mnogo vojakov in vohunov iz Sadamove administracije. Julija 2012 se je nasilje v Iraku povečalo in do julija 2013 se je mesečno število žrtev v državi znova dvignilo nad tisoč.

### Kot Islamska država Iraka in Levanta (2013-2014)
Marca 2011 se je s protesti proti Basharju al-Assadu začela državljanska vojna in avgusta 2011 je al-Baghdadi v Sirijo že pošiljal svoje bojevnike. Ti so tam kmalu ustanovili sirsko vejo organizacije, januarja 2012 pa so ustanovili Fronto al-Nusra. Kmalu je skupina postala dovolj močna, da se je lahko po robu postavila vojski Assadovega režima.
A Assadov režim je z ISIL tudi sodeloval. Januarja 2014 so mediji poročali, da se je na skrivaj zmenil, da mu je organizacija prodajala surovo nafto z nahajališč, ki so jih bili zasedli v zadnjih mesecih. Analitiki dodajajo, da baze ISIL niso utrpele večjih napadov s strani Assadove vojske.

### Kot Islamska država (2014-)
29. junija 2014 se je ISIL preimenovala v Islamsko državo (IS) in območje pod svojim nadzorom razglasila za nov kalifat, al-Baghdadija pa razglasila za svojega kalifa. Vmes so se organizaciji pridružili mnogi zmernejši uporniki, avgusta 2014 pa je poveljnik kalifata oznanil, da vzhodno od Sirije ni več Sirske osvobodilne vojske, saj naj bi se vsi člani pridružili Islamski državi.
ISIL je sunitska ekstremistična organizacija, katere osrednja ideologija je anti-zahodnjaška razlaga Islama, ki zagovarja versko nasilje in označi vse, ki se ne strinjajo z njihovo teologijo, za verske odpadnike. Cilj ISIL je ustanoviti salafistično islamistično državo v Iraku, Siriji in ostalih delih Levanta.
Filozofija ISIL je najbolj vidna v simbolizmu njihove črne zastave, ki jo je uporabljala že Al Kaida. Na zastavi je grb preroka Mohameda, okrog njega pa napis "Ni drugega boga razen Alaha". Takšen simbolizem namiguje, da ISIL verjame, da predstavlja ponovno ustanovitev kalifata zgodnjega islama, z vsemi političnimi in verskimi posledicami, ki bi sledile.
ISIL naj bi predvsem črpal iz ideologije Muslimanske bratovščine, prve post-otomanske islamistične skupine, ki je bila ustanovljena v Egiptu v dvajsetih letih 20. stoletja. Ta prisega na globalna džihadistična načela, ki jim sledijo vse večje islamistične organizacije. Drugi pa trdijo, da je ISIL bliže ideologiji vahabizma, ultra-konzervativne ločine islama, ki zagovarja dobesedno tolmačenje Korana in širjenje islama.

## Tuji borci
Med bojevniki ISIL je mnogo tujcev. Časopis The Economist je junija 2014 poročal, da je med njimi vsaj 3.000 tujih bojevnikov; skoraj tisoč naj bi jih bilo iz Čečenije in okrog 500 iz Francije, Britanije in ostale Evrope. Čečenski vodja Abu Omar al-Shishani je leta 2013 na primer postal poveljnik severnega sektorja ISIL v Siriji. The New York Times je septembra 2014 poročal, da je več kot 2.000 Evropejcev in vsaj 100 Američanov med tujimi borci v ISIL.

## Zavezniki
- Abu Sayyaf (Filipini, Malezija)
- Boko Haram (Nigerija in okolica)
- Islamski borci za svobodo Bangsamoro (Filipini)
- Jemaah Islamiyah (Jugovzhodna Azija)
- Ansar al-Sharia (Libija)
- Ansar al-Sharia (Tunizija)
- Ansar Bait al-Maqdis (Egipt)
- Jund al-Khilafah (Alžirija)
- Tehrik-i-Taliban (Pakistan)

## Opozicija v Iraku, Siriji in Libanonu

### Iraška opozicija
- Iraške oborožene sile
- Iraške šiitske milice
- Iraška fronta Turkov
- Kurdistan

### Sirska opozicija
- Sirske oborožene sile
- Nacionalna obrambna sila
- Ba'athovske brigade
- Osvobodilna sirska vojska
- Islamska fronta
- Mudžahidska vojska
- Sirska revolucionarna fronta

### Libanonska opozicija
- Libanonske oborožene sile
- Hezbolah

## Mednarodna opozicija
NATO
Vojaške operacije v Iraku in Siriji:
- Združene države Amerike
- Združeno kraljestvo
- Belgija
- Kanada
- Danska
- Francija
- Nizozemska
- Turčija

Dobava orožja za pehote
- Albanija
- Bolgarija
- Hrvaška
- Češka
- Estonija
- Grčija
- Italija
- Madžarska
- Nemčija
- Poljska

Svet Zalivskih arabskih držav
- Bahrajn
- Katar
- Savdska Arabija
- ZAE

Druge države
- Iran
- Rusija

Drugi nasprotniki
- Al Kaida
- Arabska liga
- Kurdistanska delavska stranka
- Iranski Kurdi

1. ↑  »ISIS on offense in Iraq«. Al-Monitor. 10. junij 2014. Pridobljeno 11. junija 2014.
2. ↑  Kelley, Michael B. (20. avgust 2014). »One Big Question Surrounds The Murder Of US Journalist James Foley By ISIS«. Business Insider. Pridobljeno 20. avgusta 2014. ...the de facto ISIS capital of Raqqa, Syria...
3. ↑  »Iraqi City in Hands of Al-Qaida-Linked Militants«. Voice of America. 4. januar 2014. Pridobljeno 16. januarja 2014.
4. ↑  »The Crisis in Iraq« (PDF). UMAA. 18. junij 2014. Arhivirano iz prvotnega spletišča (PDF) dne 3. septembra 2014. Pridobljeno 29. avgusta 2014.
5. ↑  »The Terrorist Army Marching on Baghdad«.
6. ↑  »Islamic State 'has 50,000 fighters in Syria'«.
7. ↑  »IS has 20,000-31,500 fighters in Iraq and Syria: CIA«.
8. ↑  »Al-Qaeda disavows any ties with radical Islamist ISIS group in Syria, Iraq«.
9. ↑  »Iraq crisis: Isis declares its territories a new Islamic state with 'restoration of caliphate' in Middle East«.
10. ↑  »Two Arab countries fall apart«.
11. ↑  »The Syrian rebel groups pulling in foreign fighters«.
12. ↑  »U.S. Pushes Back Against Warnings That ISIS Plans to Enter From Mexico«.